# Sune Conradsson Vahlquist
Sune Conradsson Vahlquist, född 12 juli 1902 i Skänninge församling, Östergötlands län, död 19 mars 1988 i Skänninge församling, Östergötlands län, var en svensk borgmästare i Skänninge stad.

## Biografi
Vahlquist föddes 12 juli 1902 i Skänninge. Han var son till stadsläkaren Conrad Vahlquist och Nanny Abela Petersson. Familjen flyttade 1911 till Klosterträdgården i Vadstena. Han blev omkring 1928 hovrättsnotarie och flyttade samma år till Söderköping. 1930 flyttade han till Hedvig Eleonora församling i Stockholm. 1934 flyttade han till Skänninge och blev tillförordnad borgmästare i staden. Vahlquist avled 19 mars 1988 på Änggården i Skänninge.

### Familj
Vahlquist gifte sig 5 juni 1937 med Solvig Margareta Grapengiesser (född 1905). De fick tillsammans barnen Hans Sune Conrad (född 1939), Lars Jakob (född 1941), Bengt Edvard (född 1942) och Madeleine Anna Maria (född 1945).